# Château-Ville-Vieille
 Château-Ville-Vieille  es una comuna y población de Francia, situada en la región de Provenza-Alpes-Costa Azul, departamento de Altos Alpes, en el distrito de Briançon y cantón de Aiguilles. Está integrada en la Communauté de communes du Queyras-l'Escarton du Queyras .

## Demografía
| 313 | 304 | 283 | 268 | 271 | 321 |
| Para los censos de 1962 a 1999 la población legal corresponde a la población sin duplicidades (Fuente: INSEE [Consultar]) |     |     |     |     |     |

## Historia
Durante la Revolución francesa, la comuna sufrió el movimiento popular campesino llamado el Gran Miedo en agosto de 1789: se extendió el rumor según el cual los piamonteses, pertenecientes a un complot aristocrático, recorrían los campo para asolarlos.

## Monumentos y sitios de interés
- El castillo medieval de Queyras.
- La via ferrata del castillo de Queyras.